# Elmer Lindroth
Elmer G. Lindroth (ur. 23 sierpnia 1887 w Rockford, zm. 9 września 1942 w Waszyngtonie) – amerykański strzelec, olimpijczyk.
Podczas I wojny światowej wstąpił do US Army, wcześniej służył jako porucznik w Illinois National Guard. Walczył m.in. w bitwie o Meuse-Argonne. W 1919 roku awansował do stopnia majora, w 1940 roku do stopnia podpułkownika, zaś rok później został pułkownikiem. Za zasługi wojenne odznaczony Srebrną Gwiazdą i Purpurowym Sercem.
Lindroth wystąpił na Letnich Igrzyskach Olimpijskich 1920 w przynajmniej jednej konkurencji – karabinie wojskowym leżąc z 600 m. Miejsce przez niego zajęte jest nieznane – wiadomo, że 16 zawodników miało od niego lepszy rezultat.

## Wyniki

### Igrzyska olimpijskie
| Igrzyska | Konkurencja                   | Wynik   | Miejsce | Źródło |
| -------- | ----------------------------- | ------- | ------- | ------ |
| IO 1920  | Karabin wojskowy leżąc, 600 m | 54 pkt. | ?       | [ 1 ]  |